# 사가 프론티어
《사가 프론티어》는 일본의 개발사 스퀘어가 제작한 롤플레잉 비디오 게임이다. 《사가》 시리즈 일곱 번째 작품으로, 플레이스테이션으로 개발돼 일본서 1997년 7월 11일 최초로 출시됐다. 서양 지역에서 이전과 같이 《파이널 판타지》 브랜드를 달지 않고 제목에 《사가》를 달고 출시됐다.
《사가 프론티어》는 스퀘어 개발 제2부가 제작해, 시리즈 총괄 디렉터인 카와즈 아키토시가 다시 기획 및 프로듀서를 맡고 이토 켄지가 작곡했다. '프리 시나리오 시스템'을 차용한 비선형 게임플레이이 특징으로 저마다 고유의 이야기가 있는 7명의 주인공을 각각 선택해 플레이할 수 있다.
2021년 스퀘어 에닉스가 그래픽을 강화하고 삭제된 컨텐츠를 복구하는 등 각종 추가내용이 있는 리마스터판을 플레이스테이션 4, 닌텐도 스위치, 마이크로소프트 윈도우, iOS 및 안드로이드로 출시했다.

## 참조
1. ↑  영어: SaGa Frontier, 일본어: サガ フロンティア